# 营前乡
营前乡是浙江省瑞安市下属的一个乡，地处瑞安市西部山区，西临文成县和泰顺县，北距市区49.3公里。瑞文公路、56省道由东而西沿江穿境而过，飞云江中游、漈门溪于此汇集。全乡总面积31.2平方公里，下辖7个行政村，共10312人。